# Prix Eino-Leino
Le prix Eino-Leino est un prix littéraire finlandais que la Société Eino Leino (fi) attribue annuellement depuis 1956 à un écrivain pour la valeur de son œuvre. 

## Présentation
Le prix est attribué pour un œuvre de littérature finlandaise, le plus souvent pour une œuvre poétique.
Le prix se compose d'une somme de 5 400 euros, d'un livre d'honneur et d'une médaille conçue par Lauri Leppänen.

## Écrivains ayant reçu le prix
- 1956 Viljo Kajava
- 1957 Helvi Juvonen
- 1958 Rabbe Enckell
- 1959 Simo Puupponen
- 1960 Olavi Paavolainen
- 1961 Juha Mannerkorpi
- 1962 Pertti Nieminen
- 1963 Paavo Haavikko
- 1964 Arvo Salo
- 1965 Hagar Olsson
- 1966 Einari Vuorela
- 1967 Marja-Leena Mikkola
- 1968 Kerttu Kauniskangas
- 1969 Mirjam Polkunen
- 1970 Heikki Palmu
- 1971 Vilhelm Helander et Mikael Sundman
- 1972 Raoul Palmgren
- 1973 Arvo Turtiainen
- 1974 Kaisa Korhonen
- 1975 Henrik Tikkanen
- 1976 Eila Kivikk'aho
- 1977 Nils-Börje Stormbom
- 1978 Jukka Vieno
- 1979 Mirkka Rekola
- 1980 Elvi Sinervo
- 1981 Väinö Kirstinä
- 1982 Hannu Mäkelä
- 1983 Pentti Linkola
- 1984 Erno Paasilinna
- 1985 Hannu Salama
- 1986 Claes Andersson
- 1987 Helvi Hämäläinen
- 1988 Jyrki Pellinen
- 1989 Tuomas Anhava
- 1990 Olli Jalonen
- 1991 Ilpo Tiihonen
- 1992 Jaan Kaplinski
- 1993 Jyrki Kiiskinen et Jukka Koskelainen
- 1994 Risto Ahti
- 1995 Caj Westerberg
- 1996 Risto Rasa
- 1997 Thomas Warburton
- 1998 Raija Siekkinen
- 1999 Kai Nieminen
- 2000 Sirkka Turkka
- 2001 Markku Into
- 2002 Virpi Hämeen-Anttila et Jaakko Hämeen-Anttila
- 2003 Tuomari Nurmio
- 2004 Veijo Meri
- 2005 Antti Hyry
- 2006 Juha Hurme
- 2007 Eira Stenberg
- 2008 Eeva Luotonen
- 2009 Hannele Huovi
- 2010 J. K. Ihalainen
- 2011 Kari Aronpuro
- 2012 Martti Anhava
- 2013 Leif Salmén
- 2014 Kimmo Pietiläinen
- 2015 Leevi Lehto[2]
- 2016 Liisa Enwald
- 2017 Leena Krohn[3]